# Вернер Мьольдерс
Вернер Мьольдерс (нім. Werner Mölders; нар. 18 березня 1913, Гельзенкірхен — пом. 22 листопада 1941, Бреслау) — німецький військовий льотчик-ас часів Третього Рейху, оберст (1941) Люфтваффе. Один з найславетніших льотчиків-винищувачів Громадянської війни в Іспанії та Другої світової війни. Перший кавалер Лицарського хреста Залізного хреста з Дубовим листям‎, мечами та діамантами (1941).

## Біографія
Син вчителя Віктора Мьольдерса і його дружини Анни-Марії, уродженої Рідель. Батько Вернера в 1915 році загинув у бою з французькими військами.
1 квітня 1931 року вступив в 15-й піхотний полк. Здобув освіту в Дрезденській військовій академії (1933) і Мюнхенському саперному училищі. В 1934 році переведений в люфтваффе і направлений в авіаційне училище в Шляйссгаймі. 1 липня 1935 року зарахований в авіагрупу «Шверін». З 1 квітня 1936 року — командир навчальної ескадрильї 134-ї винищувальної ескадри, з 13 квітня 1937 року — 2-ї ескадрильї 334-ї винищувальної ескадри. 24 травня 1938 року направлений в легіон Кондор командиром 3-ї ескадрильї 88-ї винищувальної ескадри. 15 липня 1938 року здобув свою першу перемогу, збивши І-15. Протягом 2-х місяців брав участь в Громадянській війні в Іспанії і збив 14 ворожих літаків (ще 3 перемоги офіційно не підтверджені), ставши найрезультативнішим німецьким асом цієї війни.
З грудня 1938 року служив в Імперському міністерстві авіації, де займався тактикою дій винищувальної авіації. Розробив стрій «4 пальці» для ведення бою, який згодом перейняли інші країни. З 15 березня 1939 року — командир 1-ї ескадрильї 133-ї винищувальної ескадри. 20 вересня 1939 року отримав свою першу перемогу в Другій світовій війні, збивши французький винищувач. З 1 жовтня 1939 року — командир 3-ї групи 53-ї винищувальної ескадри. Учасник Французької кампанії, під час якої збив 25 літаків, з них перші 10 протягом 78-и бойових вильотів. 27 травня 1940 року першим здобув 20 перемог. 5 червня 1940 року був збитий французьким винищувачем, яким керував ас Рене Пом'є Лайраж. Мьольдерс врятувався, вистрибнувши з парашутом з палаючого літака, але потрапив у полон. Після капітуляції Франції звільнений.
З 27 липня 1940 року — командир 51-ї винищувальної ескадри. Учасник битви за Британію. 28 липня 1940 року збив Спітфайр, але його літак був підбитий. Мьольдерс отримав важкі поранення обох ніг, але зміг посадити літак. 12 жовтня 1940 року збив відразу 3 Гаррікейни, а 21 жовтня отримав свою 51-шу перемогу і став першим асом війни, який збив 50 літаків. До кінця битви за Британію на його рахунку були 54 перемоги.
Учасник Німецько-радянської війни. 22 червня 1941 року пілоти ескадри Мьольдерса збили 47 радянських бомбардувальники і 12 винищувачів, з них 4 (І-153 і 3 СБ-2) були на його рахунку. 30 червня здобув 5 перемог (3 СБ-2 і 2 Іл-2) і досяг загалом 82 перемог, побивши рекорд барона Манфреда фон Ріхтгофена (80 перемог). 15 липня 1941 року першим здобув 100 перемог (не враховуючи 14 іспанських), після чого Герман Герінг заборонив Мьольдерсу брати участь в бойових діях. 6 серпня призначений інспектором винищувальної авіації.
В листопаді 1941 року під час інспекційної поїздки на Східний фронт (Кримська ділянка) таємно порушив заборону і здійснив кілька бойових вильотів, збивши принаймні 3 літаки. 17 листопада 1941 року відкликаний в Берлін, де мав стояти в почесному караулі на похороні Ернста Удета. Літак Мьольдерса He 111 в складних погодних умовах зачепився за дроти і розбився.
Всього під час Другої світової війни здійснив понад 300 бойових вильотів і збив 115 літаків, з них 33 радянських.

## Нагороди
Військова кар'єра
- 1 жовтня 1931 — фанен-юнкер-єфрейтор
- 1 квітня 1932 — фанен-юнкер-унтер-офіцер
- 1 червня 1933 — фенріх
- 1 лютого 1934 — обер-фенріх
- 1 березня 1934 — лейтенант
- 20 квітня 1936 — обер-лейтенант
- 18 жовтня 1938 — гауптман
- 19 липня 1940 — майор
- 25 жовтня 1940 — оберст-лейтенант
- 20 липня 1941 — оберст

- Медаль «За вислугу років у Вермахті» 4-го класу (4 роки; 2 жовтня 1936)
- Нагрудний знак пілота
- Медаль «За Іспанську кампанію» (Іспанія; 4 травня 1939)
- Військова медаль (Іспанія) (4 травня 1939)
- Іспанський хрест в золоті з мечами і діамантами (6 червня 1939)
- Залізний хрест
  - 2-го класу (20 вересня 1939)
  - 1-го класу (2 квітня 1940)
- Фотографія рейхсмаршала в срібній рамці (30 січня 1940)
- Лицарський хрест Залізного хреста з дубовим листям, мечами і діамантами.
  - лицарський хрест (№ 54; 29 травня 1940)
  - дубове листя (№ 2; 21 вересня 1940)
  - мечі (№ 2; 22 червня 1941)
  - діаманти (№ 1; 15 липня 1941) — одночасно отримав почесний кинджал.
- 11 разів відзначений у Вермахтберіхт (29 травня 1940, 6 вересня 1940, 25 вересня 1940, 23 жовтня 1940, 26 жовтня 1940, 11 лютого 1941, 27 лютого 1941, 18 квітня 1941, 24 червня 1941, 1 липня 1941, 16 липня 1941)
- Комбінований Знак Пілот-Спостерігач в золоті з діамантами (серпень 1940)
- Нагрудний знак «За поранення» в чорному
- Авіаційна планка винищувача в золоті з діамантами

## Вшанування пам'яті
- В 1941-45 роках головна вулиця Бранденбург-на-Гафелі носила ім'я Мьольдерса (Werner-Mölders-Straße). Сьогодні його ім'я носять вулиці у восьми німецьких містах, включаючи Вісбаден, Гайленкірхен та Інгольштадт.
- Ім'я Мьольдерса носить школа у Вісбадені.
- На честь Мьольдерса названий журнал 74-ї винищувальної ескадри Der Mölderianer.
- В 1968 році на честь Мьолдерса назвали есмінець бундесмаріне (з 2003 року — корабель-музей).

## Галерея

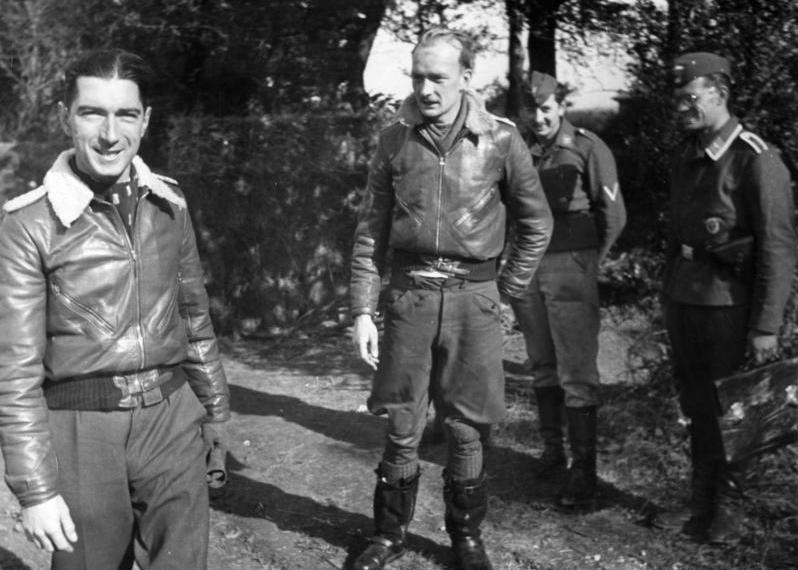
Мьольдерс — крайній ліворуч (1940).
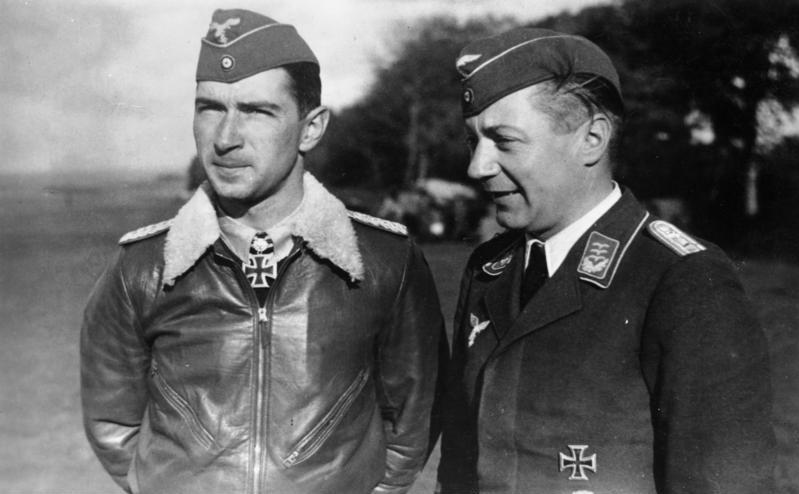
Мьольдерс (ліворуч) і Артур Лауманн (1940).
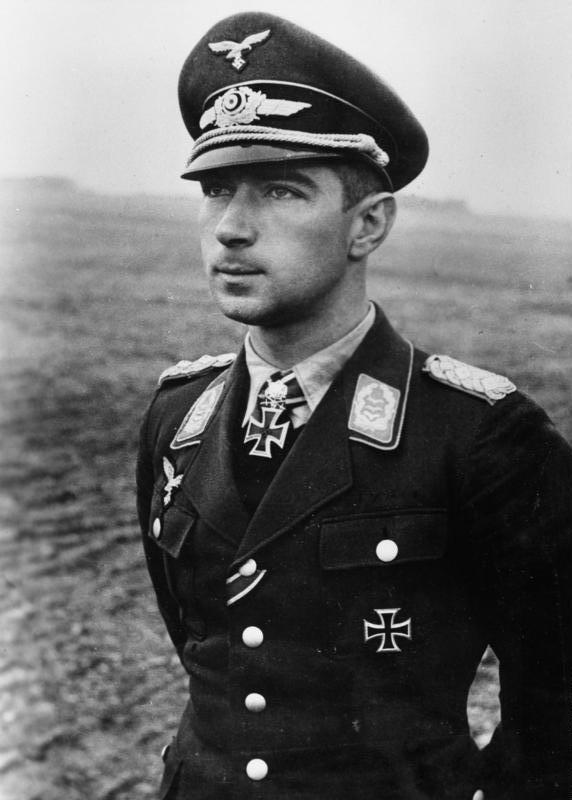
Мьольдерс в 1941 році.
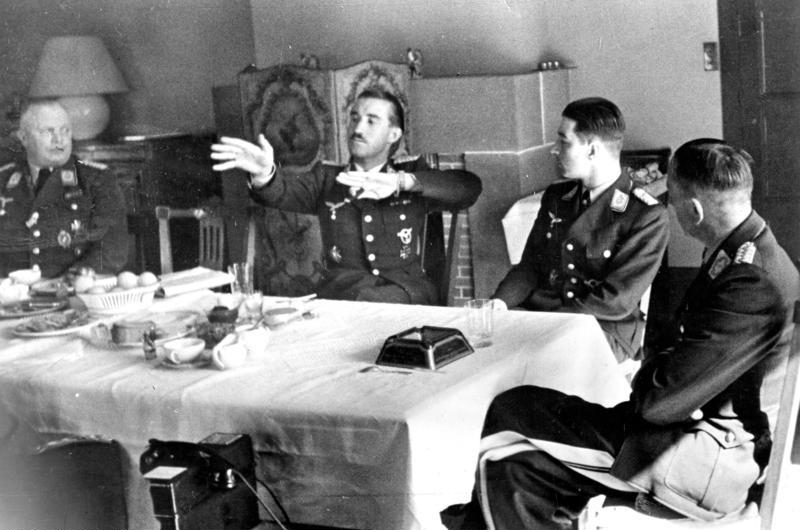
Мьольдерс (другий праворуч) на святкуванні дня народження Теодора Остеркампа (15 квітня 1941).
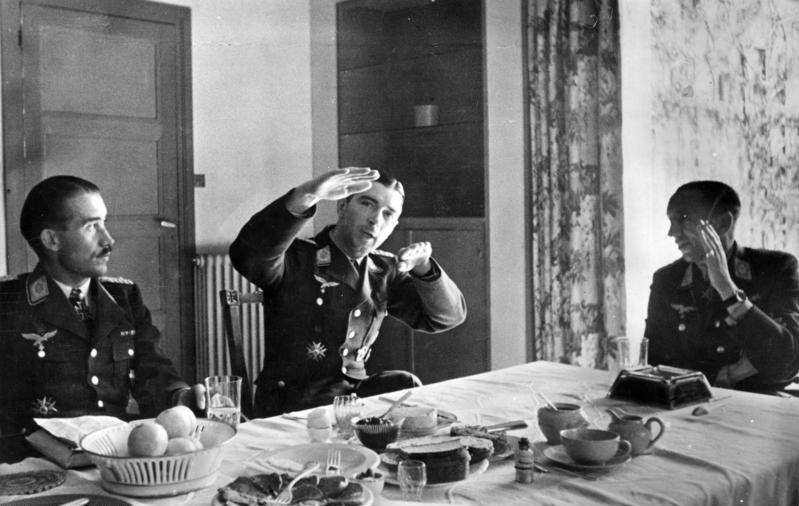
Мьольдерс (в центрі) розповідає про свій останній бій Адольфу Галланду (ліворуч) і Теодору Осктеркампу (парворуч) (1942).
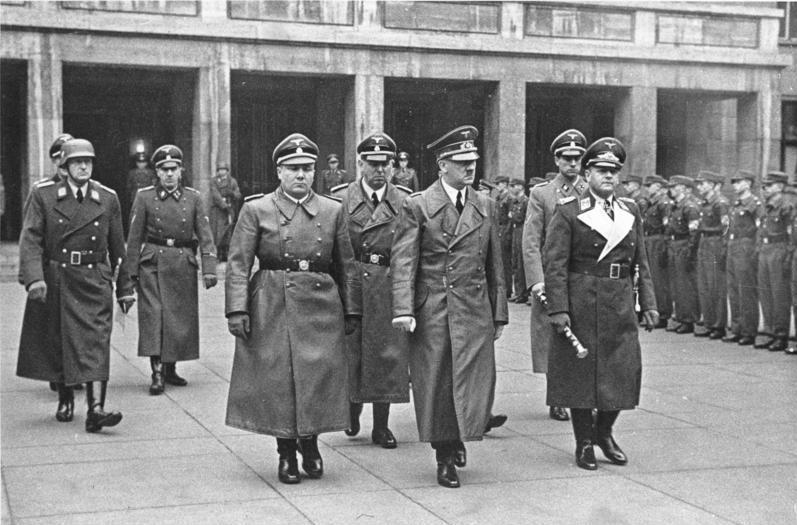
Похорон Мьольдерса (1941).
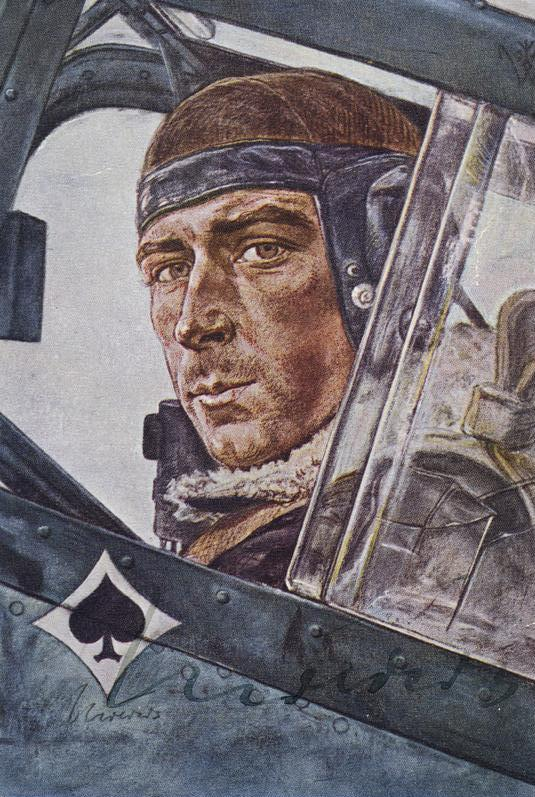
Вольфганг Вілльріх. «Оберст-лейтенант Мьольдерс, наш найкращий льотчик-винищувач» (1941).